# Craterul Aouelloul
Aouelloul  este un crater de impact meteoritic în Mauritania.

## Date generale
Craterul are un diametru de 390 metri și are vârsta estimată la 3 ± 0,3 milioane ani (Pliocen). Craterul este expus la suprafață.